# 럭스 (브랜드)
럭스(LUX)는 유니레버에서 개발한 미용 브랜드이다. 미용 비누, 샤워 젤, 목욕 첨가제, 샴푸, 린스 등의 제품을 출시하고 있다. 럭스는 1899년 선라이트 플레이크스(Sunlight Flakes)로 출발하였다. 1925년에 럭스는 최초의 대량으로 판매되는 화장실 비누가 되었다.
2009년 기준으로 전세계 100개의 국가에 판매되며 럭스의 수익은 10억 유로 정도로 추정된다.
유니레버에서 개발하고 있으며, 싱가포르에서 총괄하고 있다.

## 역사

### 기원

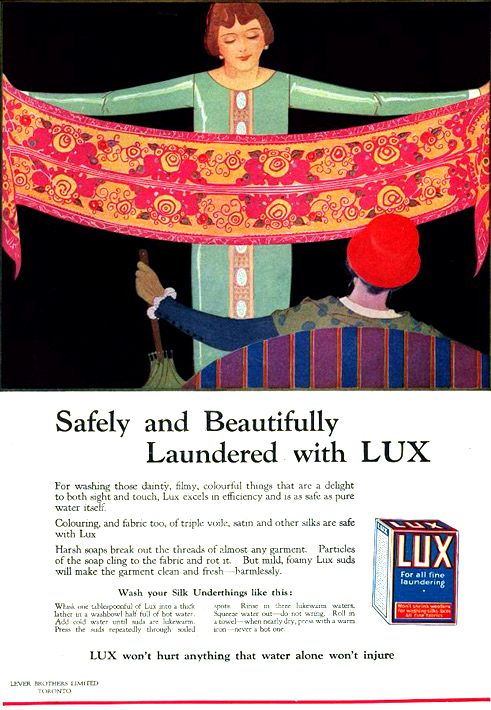
20년대 초반의 지면 광고

1899년 현재 유니레버로 알려진 레버 형제에 의해 선라이트 플레이크스로 출시되었다. 1900년에는 브랜드 명칭을 라틴어로 빛을 의미하는 동시에 사치품(luxury)을 연상시키는 럭스로 변경하였다.  럭스 화장실 비누는 1925년 미국에서, 1928년 영국에서 출시되었다. 럭스 비누는 핸드워시, 샤워 젤, 크림 목욕 비누 등의 형태로 판매되었다.

### 초기

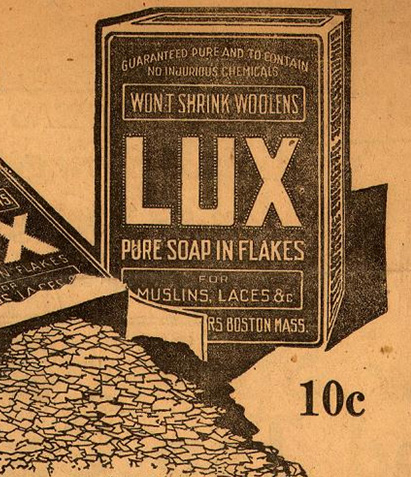
초기의 럭스 광고

럭스의 초기 광고 캠페인은 세탁 제품으로서 품질을 소비자에게 알리는 목적이었고, 레이디스 홈 저널과 같은 잡지에 게재되었다. 1920년대 초까지 매우 성공적인 브랜드였으며, 1924년 레버 형제는 여성들이 럭스를 퍼드 소프(pud soap)로 이용한다는 것을 깨닫는 콘테스트를 실시하였다.
럭스는 1924년에 미국에 출시되어 세계 최초로 대량으로 판매된 화장실 비누가 되었다. 출시 후 2년 동안, 럭스는 미용 비누로서 인정받는 데에 집중하였다. 럭스의 광고는 부드러운 피부를 약속하며 소비자에게 괜찮은 가격의 프랑스 방식으로 만들어진 미용 비누임을 알리고자 하였다. 풍부한 질감, 풍성한 향기와 함께 프랑스에서 개발된 방법으로 만들졌다는 것다고 홍보하여, 최초의 럭스 화장실 비누는 개당 10센트에 판매되었다.

### 1928년 ~ 1940년
이 시기에 럭스는 영국, 인도, 아르헨트나, 태국에서 출시되었으며, 제품 자체보다는 영화 배우와 그들의 역할에 초점을 맞추어 대중 영화계와의 연관성을 만드는 데에 집중하였다. 1929년 광고는 그 당시에 가장 유명한 여성 스타 중에서 26명을 출연시켰으며, 영화를 사랑하는 타켓 시청자 사이에서 대단한 효과를 일으켰다. 할리우드 영화 감독이 뒤이어 출연했다.
1931년 럭스는 나이든 스타와 함께 "저는 31살이 넘었습니다"라는 광고 캠페인을 시작하였다. 이 일련의 지면 광고에서 스타들은 어린 피부를 유지하는 방법에서 대해서 이야기하였다. 럭스는 또한 스타들과의 인터뷰와 클로즈업 사진을 게재하는 광고 캠페인을 시작하였으며, 이 캠페인은 후에 "10명 중의 9명" 캠페인의 아이디어를 제공하였다.

### 1940년대 ~ 1950년대

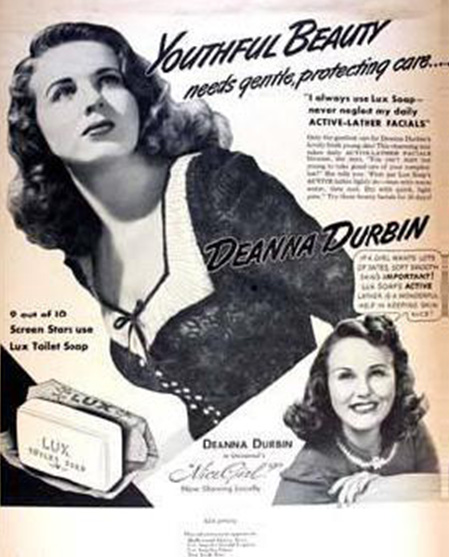
소비자를 낭만적으로

소비자의 시선으로 아름다움을 바라봄으로써 영화 배우를 역할 모델로 활용한 럭스의 전략은 타당성을 구축하였다. 스타 요소를 유지하면서 동시에 광고의 초점은 소비자와 그의 생애에서의 럭스의 역할로 이동하였다.
광고는 데버러 카와 같은 영화에서의 선도적 여성을 참고하여, 평범하게 보이는 여성을 보여 주였다.

### 1960년대

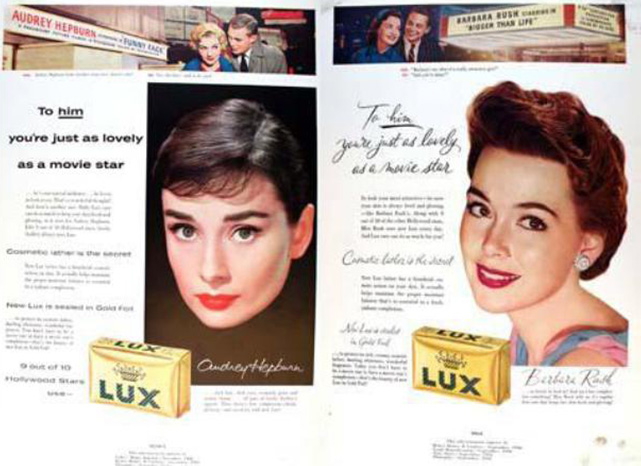
브랜드를 낭만적으로

1960년대에 광고의 초점은 제품의 스토리와 감각적이고 감정적인 측면을 통하여 제품을 낭만적으로 만드는 것으로 이동하였다. 이 시기는 "영화 배우 느낌"과 "골든 럭스"의 시기로서 다이애나 리그, 서맨사 에거 등이 출연하였다.
럭스의 이미지인 "환상적인" 요소는 이 시기에 창조되었다. 브랜드는 중동에 출시되어, 더욱 보수적인 시장에 진출하였다.

### 1970년대
1970년대 미용 트렌드의 전환을 반영하여, 럭스의 광고 모델은 높은 자리에서 내려와 평범한 소비자들이 관련을 맺고 열망할 수 있는 자연스러운 아름다움을 가진 다양한 얼굴은 한 여성으로 그려졌다. 광고 모델의 자연스러운 아름다움에 초점을 맞춰 그들의 일상에서의 어느 날이 연출되었다.

### 1980년대
1980년대에는 그 스스로를 스타와 아름다운 여성의 유일한 미용 비누로 설정하여, 아름다움의 첫 번째 단계로서 스킨 케어의 중요성을 강조하였다. 이 시기에 럭스는 중국에 출시었다. 소피아 로렌, 라켈 웰치, 셰릴 래드가 광고 모델로 채용되었다.
1990년에는 럭스는 일반적인 아름다움의에서 특정한 장점을 강조하는 것으로 이동하였다. 기능성과 다양한 피부 타임과의 연광선 등을 강조하였다. 홍보는 더욱 구체적이며, 지역화되었다.